# Isten megbocsát, én nem
Az Isten megbocsát, én nem! (eredeti cím olaszul: Dio perdona… Io no!, angolul: God forgives, I don't) 1967-ben bemutatott spanyol közreműködéssel is készült olasz westernfilm, amely leginkább Bud Spencer és Terence Hill első olyan közös filmjeként jelentős, melyben művésznevükön szerepelnek (1959-ben a Hannibál című filmben még eredeti nevükön játszottak rövid mellékszerepet, közös jelenet nélkül).
A film Magyarországon Nincs bocsánat és Bunyó húsvétig címmel egyaránt ismert.
A duó későbbi vígjátékaitól nagyban különbözik, azoknál jóval durvább: még nincsenek a később megszokott vértelen pofonok, ugyanakkor olyan jelenetek is láthatók, mint tüzes vassal kínzás, kútba fojtogatás, kés hajítása az ellenség nyakába. Emiatt teljesen félrevezető az a filmet szinte vígjátékként leíró szinopszis is, ami a film korai, VICO féle VHS-tokján szerepelt, és amit később a többi kiadó, illetve a portálok átvettek. A filmben egyértelműen a Terence Hill által alakított szereplő van előtérben (Bud Spencert csak harmadikként írják ki a stáblistán a negatív főhős Frank Wolff után). Németországban a keményebb jelenetek kivágásával és a párbeszédek poénosra szinkronizálásával készítettek egy komikus változatot is Zwei vom Affen gebissen ('Ketten, akiket a majom megharapott') címmel.
A film folytatásai a Bosszú El Pasóban és az Akik csizmában halnak meg. A film jelenetei kizárólag Spanyolországban, az Almeriában készültek.
Az élőszereplős játékfilm rendezője Giuseppe Colizzi, producere Enzo D’Ambrosio. A forgatókönyvet Gumersindo Mollo és Giuseppe Colizzi írta, a zenéjét Angel Oliver Pina szerezte. A mozifilm a Crono Cinematografica S.p.a. és a Productores Exhibidores Films Sociedad Anónima gyártásában készült, a P.A.C. és a Regionale Film forgalmazásában jelent meg. Műfaja westernfilm.
Olaszországban 1967. október 31-én mutatták be a mozikban, Magyarországon három szinkronos változat is készült belőle, amelyekből az elsőt 1992-ben adták ki VHS-en, a televízióban pedig a másodikat 2000. április 23-án a TV2-n, a harmadikat 2002. július 1-jén az RTL Klub-on vetítették le.

## Cselekmény
Egy kisvároska lakói nagy izgalommal várják az érkező vonatot, amelyen az új bírójuk, Hoskins is ül. A vonat ráadásul az el pasói bank aranyát is szállítja. De amikor a vonat beér, nem áll meg, és csak a vágányzár fékezi le. Az értetlen bámészkodók senkit sem látnak, hanem amikor fellépnek a vonatra, borzalmas látvány fogadja őket: mindenkit megöltek a vonaton, még a nőket és a gyerekeket sem kímélték. Halott Hoskins bíró is, csak egyvalaki maradt életben, de ő sebesülten és megrémülve elmenekül, a többi ember nem is látja.
Nem sokkal később egy lepusztult kis kocsmában valahol a prérin Cat Stevens (Terence Hill), a vérbeli hamiskártyás játszik, aki már egész Amerikát végignyerte, és emiatt sok ellenséget szerzett, noha esküszik, hogy a cinkelt kártyát csak névről ismeri. Ezt a játszmát is megnyeri, de partnereitől csak verekedés árán tudja megszerezni a pénzt. Nem sokkal ezután állít be a kocsmába az éhes Hutch Bessy (Bud Spencer), akit csak a mogorva, a berendezés miatt kesergő kocsmáros (Remo Capitani) fogad. A kocsmáros egész addig nem hajlandó kiszolgálni, amíg Hutch egy nagy ütéssel hátba nem vágja. A kocsmáros azután elmeséli, mi is történt korábban, így megtudja, merre ment Cat.
Egy vízpart közelében jönnek össze, de meglátszik már az elején, hogy nem állnak túl jó viszonyban. Hutch megjegyzi, hogy mostanában sok szellemet lát erre, és szóba kerül Bill St. Antonio (Frank Wolff) neve is, amitől Cat gyomra összeszorul. Hutch elmeséli társának a vonaton történt vérengzést és megemlíti, hogy egyvalaki túlélte, aki nyilván tudja, kinek a műve ez a gaztett. Hutch elmagyarázza, mire jutottak a hatóságok és mire gondol ő: a vonatot félúton támadták meg, és a nyomok szerint az elrabolt arannyal északra indultak. Ebben a hiszemben a lovasság és a fejvadászok most északon keresik a gyilkosokat, de Hutch szerint nem így történt, mivel ez egy roppant agyafúrt terv része volt.
Két nappal a támadás előtt a banditák elmentek arra a helyre, ahol körbelovagoltak a sínek környékén, így otthagyták a nyomaikat, azután elindultak északnak és vízmosásra tértek rá, ahol a nyomok idővel eltűntek már. Innen visszamentek délre, El Pasóba, ahol jegyet váltottak és felszálltak a vonatra. Puntal városának közelében hozzáfogtak a mészárláshoz és megöltek mindenkit, hogy ne maradjon szemtanú. Az aranyat már a kitaposott nyomok előtt lepakolták, két emberük pedig visszaszállt és elindította a vonatot, ami elment a végcélig. A banditák pedig valahol a mexikói határ közelében rejtőzködhetnek. Hutch szerint Bill volt ennyire okos és aljas, hogy ezt végrehajtsa, de Bill elvileg halott, Cat ölte meg alig egy éve... A két férfi elindul, hogy leszámoljon a bandával, és hogy visszaszerezzék az aranyat. Útjuk során számtalan izgalmas kalandban vesznek részt, amikben persze hatalmas pofonok is elcsattannak.

## Szereplők
| Szereplő                                       | Színész              | Magyar hang                                     | Magyar hang                                   | Magyar hang                                    |
| Szereplő                                       | Színész              | Nincs bocsánat (VICO, 1992)                     | Bunyó húsvétig (TV2, 2000)                    | Isten megbocsát, én nem (RTL Klub, 2002)       |
| ---------------------------------------------- | -------------------- | ----------------------------------------------- | --------------------------------------------- | ---------------------------------------------- |
| Cat Stevens                                    | Terence Hill         | Szersén Gyula                                   | Ujréti László                                 | Rátóti Zoltán                                  |
| Hutch Bessy                                    | Bud Spencer          | Kránitz Lajos                                   | Kránitz Lajos                                 | Kránitz Lajos                                  |
| Bill San Antonio                               | Frank Wolff          | Balázsi Gyula                                   | Kárpáti Tibor                                 | Vass Gábor                                     |
| Rose                                           | Gina Rovere          | Némedi Mari                                     | Liptai Claudia                                | Kocsis Mariann                                 |
| Bud                                            | José Manuel Martín   | Orosz István                                    | Németh Gábor                                  | Sörös Sándor (1. hang) Mikula Sándor (2. hang) |
| Öreg sírásó, órás                              | Franco Gula          | Komlós András                                   | Kun Vilmos                                    | Palóczy Frigyes                                |
| Kocsmáros                                      | Remo Capitani        | Szűcs Sándor                                    | Bácskai János                                 | Kapácsy Miklós                                 |
| Pedrito, mexikói bandatag                      | José Canalejas       | Németh Gábor                                    | R. Kárpáti Péter                              | Bolla Róbert                                   |
| San Antonio bandatagja, Bud haverja            | Luis Barboo          | Németh Gábor (1. hang) Bognár Zsolt (2. hang)   | Albert Péter                                  | Bognár Tamás                                   |
| Lou, bajuszos, szivarozó kártyajátékos         | Frank Braña          | N/A                                             | Wohlmuth István                               | N/A                                            |
| Bajuszos kártyajátékos                         | Roberto Alessandri   | Teizi Gyula                                     | Csuha Lajos                                   | Moser Károly                                   |
| Idősebb, pipázó kártyajátékos                  | Bruno Ari            | F. Nagy Zoltán (1. hang) Szűcs Sándor (2. hang) | Bolla Róbert (1. hang) Garai Róbert (2. hang) | N/A                                            |
| Fiatal kártyajátékos                           | Giancarlo Bastianoni | Szűcs Sándor                                    | N/A                                           | N/A                                            |
| Férfi Rose ajtajánál                           | Antonio Decembrino   | Szűcs Sándor                                    | N/A                                           | Bicskey Lukács                                 |
| Idős, szemüveges besúgó                        | Francisco Sanz       | Szalay Imre                                     | Háda János                                    | Csuha Lajos                                    |
| Targo                                          | Juan Olaguivel       | nem szólalnak meg                               | nem szólalnak meg                             | nem szólalnak meg                              |
| Tam-Tam                                        | Tito García          | nem szólalnak meg                               | nem szólalnak meg                             | nem szólalnak meg                              |
| Félős idős mexikói a kocsmában                 | Rufino Inglés        | Kardos Gábor                                    | N/A                                           | Kajtár Róbert                                  |
| Mexikói kocsmáros                              | N/A                  | Beratin Gábor                                   | Beratin Gábor                                 | Kapácsy Miklós                                 |
| Miguel, mexikói bandita                        | N/A                  | Holl Nándor                                     | F. Nagy Zoltán                                | Mikula Sándor                                  |
| Bill San Antonio göndörhajú, fülbevalós embere | N/A                  | Salinger Gábor                                  | Uri István                                    | Szinovál Gyula                                 |

## Betétdalok
2006. március 24-én jelent meg Olaszországban a film betétdalait tartalmazó CD, Dio Perdona... Io No! címmel.

Az albumon található dalok:
| 1.    | Dies Irae                               | 02:00 |
| 2.    | Arrivo Alla Stazione E Strage Sul Treno | 01:25 |
| 3.    | Paesaggio Di Notte (Partita A Poker)    | 04:48 |
| 4.    | Cavalcando Al Tramonto                  | 01:21 |
| 5.    | Rose                                    | 04:38 |
| 6.    | L'Incendio                              | 01:40 |
| 7.    | Torride Praterie                        | 01:16 |
| 8.    | Rose (#2)                               | 02:18 |
| 9.    | Il Funerale                             | 03:07 |
| 10.   | Le Spartizioni                          | 02:30 |
| 11.   | Passo Dietro Passo                      | 02:55 |
| 12.   | Bill Sant'Antonio                       | 02:08 |
| 13.   | Il Nuovo Comandante                     | 03:08 |
| 14.   | Appostamento                            | 01:43 |
| 15.   | Senza Tregua                            | 01:18 |
| 16.   | Il Cane, Il Gatto, La Volpe             | 02:24 |
| 17.   | Appostamento (#2)                       | 02:39 |
| 18.   | Gatto In Agguato                        | 01:15 |
| 19.   | Senza Tregua (#2)                       | 01:21 |
| 20.   | Prigioniero                             | 01:08 |
| 21.   | Affari Sporchi                          | 02:30 |
| 22.   | Attesa                                  | 01:36 |
| 23.   | Confronto Finale                        | 02:20 |
| 24.   | End Titles                              | 02:33 |
| 54:01 |                                         |       |

## Érdekességek
- Terence Hill szerepét eredetileg Peter Martellnek (Pietro Martellanza) szánták, aki aztán nem tudta vállalni a szerepet. A mendemonda szerint 1 héttel a forgatás megkezdése előtt részegen összeveszett a feleségével, és belé akart rúgni, de rosszul célzott és teljes erővel a falba rúgott, s eltörte a lábát.
- Amikor Bud Spencert felkérték a szerepre, akkor megkérdezték tőle, hogy "Van szakálla?", mire Bud Spencer "Nem, minden reggel borotválkozok.".
- A Terence Hill filmbéli ellenfelét alakító Frank Wolffal később is játszott együtt a Barbagia c. filmben, amely Carlo Lizzani rendezésében készült. A Budot alakító José Manuel Martin is szerepelt együtt még egy klasszikus filmben Terence Hillel, Mario Camus A szél dühe c. filmdrámában.
- A film második szinkronváltozathoz adott címe, vagyis a Bunyó húsvétig, egy a páros egy korábban bemutatott filmjére, a Bunyó Karácsonyigra. A film cselekményének nincs köze Húsvéthoz. Érdekes módon Terence Hill-nek egyedül ebben a TV2-es változatban kölcsönzi Újréti László a hangját. A későbbiekben már ennél a szinkronnál is az "Isten megbocsát, én nem!" címet használták.

## Televíziós megjelenések
- 2. magyar szinkron: TV2, Mozi+, Super TV2, PRIME, Moziverzum
- 3. magyar szinkron: RTL Klub, Viasat 3, Film+